# محله چینی‌ها (فیلم ۱۹۶۲)
«محله چینی‌ها» (انگلیسی: China Town (1962 film)) یک فیلم است.